# Try with Me
Try With Me – singiel pochodzący z reedycji płyty Killer Love autorstwa Nicole Scherzinger. Piosenka została wydana 30 października 2011r. w Wielkiej Brytanii i jest piątym i ostatnim singlem z albumu Killer Love. Twórcami tekstu i muzyki są Soulshock, Sean Hurley, Olivia Nervo i Miriam Nervo, a produkcją zajęli się Soulshock i Sean Hurley. Premiera piosenki miała miejsce w brytyjskiej stacji radiowej Capital FM.

## Tło i kompozycja
Po sukcesie jakie odniosły poprzednie single Nicole ("Poison", "Don't Hold Your Breath" i "Right There") na oficjalnej brytyjskiej liście przebojów (trzy z nich zajęły miejsca w pierwszej trójce), Scherzinger wydała kolejny singel - "Wet", który jednak nie cieszył się aż takim sukcesem i uplasował się tylko na 16 miejscu na UK Singles Chart. Chwilę później Try With Me ogłoszony został jako piąty singel z albumu Killer Love i jednocześnie pierwszym z reedycji płyty, która ukazała się tylko w Europie.
Pod względem tekstu, piosenka opowiada o bólu i złamanym sercu. Try With Me rozpoczyna się od spokojnie i powolnie, gdzie usłyszeć możne tylko dźwięki fortepianu, natomiast od drugiej zwrotki tempo narasta.

## Krytyka
Jodie Rich z zespołu Helium napisał, że "Scherzinger śpiewa z pasją. Przyjemne jest popatrzyć i posłuchać artysty prawdziwie wierzącego i doceniającego to, o czym śpiewają i jakie przesłanie próbuje przekazać do słuchaczy niż tylko opierając się na auto-tune."

## Teledysk
Premiera teledysku do singla odbyła się poprzez stronę MSN 18 października 2011 r. Na portalu YouTube wideo pojawiło się 20 października. Długość teledysku to 4 minuty i 1 sekunda. Do grudnia 2012 roku teledysk został obejrzany ponad dziesięć milionów razy w serwisie YouTube. Teledysk został nakręcony w mieście Xilitla w San Luis Potosí w Meksyku. Podczas podróży przez góry na miejsce kręcenia teledysku, Nicole oraz zespół odpowiedzialny za nakręcenie wideo jak i choreograf - Brian Friedman - byli przez cały ten czas "trzymani na muszce" przez lokalny gang.

## Listy przebojów
| Chart (2011)    | Peak position |
| --------------- | ------------- |
| Irlandia        | 29            |
| Szkocja         | 13            |
| Słowacja        | 16            |
| Wielka Brytania | 18            |

## Historia wydania
| Kraj            | Data                 | Format           | Wytwórnia       |
| --------------- | -------------------- | ---------------- | --------------- |
| Irlandia        | 28 października 2011 | Digital download | Polydor Records |
| Wielka Brytania | 30 października 2011 | Digital download | Polydor Records |